# リー・アンクリッチ
リー・アンクリッチ（Lee Unkrich, 1967年8月8日 - ）は、アメリカ合衆国オハイオ州クリーブランド出身の映画監督、編集技師。

## 略歴
1990年に南カリフォルニア大学の映画芸術学部を卒業した。アメリカ映画編集者協会のメンバーである。
1993年からTVドラマ『絹の疑惑 シルク・ストーキング』に編集として参加。1995年には1エピソード(Community Service)を監督した。
1994年から映像編集者としてピクサーの製作チームに入っている。後に『トイ・ストーリー2』、『モンスターズ・インク』、『ファインディング・ニモ』の共同監督も務め、更に2010年公開の『トイ・ストーリー3』では単独監督を果たした。
2009年の第66回ヴェネツィア国際映画祭で、ジョン・ラセター、ブラッド・バード、ピート・ドクター、アンドリュー・スタントンと共に、アニメ映画への多大な貢献を評価され栄誉金獅子賞を受賞した。
2019年1月19日、ピクサーを退社。自身のツイッターで発表。
2025年3月、ピクサーに復帰し、『リメンバー・ミー 』の続編を制作中だとディズニー社の株主総会で明らかになった。

## 作品
| 年   | 題名                                         | 備考                     |
| ---- | -------------------------------------------- | ------------------------ |
| 1991 | 絹の疑惑 シルク・ストーキング Silk Stalkings | 監督・編集               |
| 1995 | トイ・ストーリー Toy Story                   | 編集                     |
| 1998 | バグズ・ライフ A Bug's Life                  | 編集                     |
| 1999 | トイ・ストーリー2 Toy Story 2                | 共同監督・編集・声の出演 |
| 2001 | モンスターズ・インク Monsters, Inc.          | 共同監督・編集・声の出演 |
| 2003 | ファインディング・ニモ Finding Nemo          | 共同監督・編集           |
| 2006 | カーズ Cars                                  | 編集                     |
| 2010 | トイ・ストーリー3 Toy Story 3                | 監督・声の出演           |
| 2015 | アーロと少年 The Good Dinosaur               | 製作総指揮               |
| 2017 | リメンバー・ミー Coco                        | 監督・原案               |